# Montévrain
Montévrain és un municipi francès, situat al departament de Sena i Marne i a la regió de Illa de França. L'any 2007 tenia 5.509 habitants.
Forma part del cantó de Lagny-sur-Marne, del districte de Torcy i de la Comunitat d'aglomeració Marne i Gondoire.

## Demografia

### Població
El 2007 la població de fet de Montévrain era de 5.509 persones. Hi havia 2.100 famílies, de les quals 564 eren unipersonals (248 homes vivint sols i 316 dones vivint soles), 532 parelles sense fills, 848 parelles amb fills i 156 famílies monoparentals amb fills.
La població ha evolucionat segons el següent gràfic:
Habitants censats

### Habitatges
El 2007 hi havia 2.404 habitatges, 2.159 eren l'habitatge principal de la família, 85 eren segones residències i 160 estaven desocupats. 1.273 eren cases i 1.106 eren apartaments. Dels 2.159 habitatges principals, 1.388 estaven ocupats pels seus propietaris, 738 estaven llogats i ocupats pels llogaters i 33 estaven cedits a títol gratuït; 203 tenien una cambra, 382 en tenien dues, 354 en tenien tres, 358 en tenien quatre i 862 en tenien cinc o més. 1.868 habitatges disposaven pel capbaix d'una plaça de pàrquing. A 934 habitatges hi havia un automòbil i a 974 n'hi havia dos o més.

### Piràmide de població
La piràmide de població per edats i sexe el 2009 era:
| Homes | Edats   | Dones |
| ----- | ------- | ----- |
| 0     | 95 o +  | 4     |
| 0     | 90 a 94 | 4     |
| 0     | 85 a 89 | 4     |
| 16    | 80 a 84 | 12    |
| 12    | 75 a 79 | 20    |
| 28    | 70 a 74 | 24    |
| 44    | 65 a 69 | 36    |
| 44    | 60 a 64 | 40    |
| 40    | 55 a 59 | 80    |
| 108   | 50 a 54 | 52    |
| 144   | 45 a 49 | 172   |
| 156   | 40 a 44 | 128   |
| 112   | 35 a 39 | 172   |
| 132   | 30 a 34 | 124   |
| 100   | 25 a 29 | 120   |
| 118   | 20 a 24 | 112   |
| 159   | 15 a 19 | 115   |
| 144   | 10 a 14 | 128   |
| 120   | 5 a 9   | 84    |
| 136   | 0 a 4   | 136   |

## Economia
El 2007 la població en edat de treballar era de 3.896 persones, 3.233 eren actives i 663 eren inactives. De les 3.233 persones actives 3.046 estaven ocupades (1.588 homes i 1.458 dones) i 187 estaven aturades (76 homes i 111 dones). De les 663 persones inactives 152 estaven jubilades, 347 estaven estudiant i 164 estaven classificades com a «altres inactius».

### Ingressos
El 2009 a Montévrain hi havia 3.078 unitats fiscals que integraven 7.203 persones, la mediana anual d'ingressos fiscals per persona era de 24.521 €.

### Activitats econòmiques
Dels 298 establiments que hi havia el 2007, 3 eren d'empreses extractives, 2 d'empreses alimentàries, 2 d'empreses de fabricació de material elèctric, 15 d'empreses de fabricació d'altres productes industrials, 45 d'empreses de construcció, 82 d'empreses de comerç i reparació d'automòbils, 26 d'empreses de transport, 16 d'empreses d'hostatgeria i restauració, 12 d'empreses d'informació i comunicació, 8 d'empreses financeres, 12 d'empreses immobiliàries, 39 d'empreses de serveis, 21 d'entitats de l'administració pública i 15 d'empreses classificades com a «altres activitats de serveis».
Dels 58 establiments de servei als particulars que hi havia el 2009, 1 era una oficina de correu, 1 una oficina bancària, 3 tallers de reparació d'automòbils i de material agrícola, 1 establiment de lloguer de cotxes, 3 paletes, 6 guixaires pintors, 5 fusteries, 13 lampisteries, 5 electricistes, 4 empreses de construcció, 4 perruqueries, 6 restaurants, 2 agències immobiliàries, 1 tintoreria i 3 salons de bellesa.
Dels 27 establiments comercials que hi havia el 2009, 1 era un hipermercat, 1 un supermercat, 1 una botiga de més de 120 m², 2 fleques, 6 carnisseries, 1 una peixateria, 1 una botiga de roba, 3 botigues d'electrodomèstics, 8 botigues de mobles, 1 una botiga de mobles, 1 una perfumeria i 1 una joieria.

## Equipaments sanitaris i escolars
L'únic equipament sanitari que hi havia el 2009 era una farmàcia.
El 2009 hi havia 3 escoles maternals i 3 escoles elementals.

## Poblacions més properes
El següent diagrama mostra les poblacions més properes.